# Esclerosis
La esclerosis (del griego sklerós, en español, "duro") es un endurecimiento del órgano o tejido debido a un incremento de los tejidos conjuntivos. La esclerosis es, por lo tanto, una enfermedad que deriva de otra, no es una enfermedad autónoma.
La enfermedad suele producirse debido a un daño del tejido como resultado de inflamaciones, problemas de perfusión o también procesos de envejecimiento. Igualmente, también una enfermedad autoinmune puede desembocar en una esclerosis. La consecuencia
es una producción incontrolada de tejido conjuntivo, que conlleva un endurecimiento. Los órganos afectados se endurecen perdiendo así elasticidad.
A continuación se listan algunos ejemplos de esclerosis:
- Esclerosis lateral amiotrófica
- Ateroesclerosis
- Esclerosis múltiple
- Cirrosis hepática
- Otosclerosis
- Esclerodermia
- Esclerosis tuberosa